# Буден (община)
Община Буден (на шведски: Bodens kommun) е разположена в лен Норботен, северна Швеция с обща площ 4321 km2 и население 27 838 души (към 31 декември 2013). Административен център на община Буден е едноименния град Буден.